# Drino argenticeps
Drino argenticeps är en tvåvingeart som först beskrevs av Macquart 1851.  Drino argenticeps ingår i släktet Drino och familjen parasitflugor. Inga underarter finns listade i Catalogue of Life.